# Zambeze (Namíbia)
Zambeze (Zambezi) é uma região do nordeste da Namíbia. É atravessada pelo rio Cunene e se limita a leste com o rio Zambeze. Pertence inteiramente à Faixa de Caprivi, anexada pelo Tratado de Heligolândia–Zanzibar.

## Outras localidades
- Andara